# FC Kolmar
Der FC Kolmar war ein elsässischer Fußballverein. Während der Zeit der deutschen Besatzung im Zweiten Weltkrieg spielte die Mannschaft zeitweilig in der erstklassigen Gauliga.

## Geschichte
1924 unter dem Namen Colmar FC gegründet, übernahm der Klub 1940 die deutschsprachige Bezeichnung FC Kolmar. Damit einhergehend wurde der Klub der Gauliga Elsaß zugeteilt. Als Tabellenvierter der Gruppe Oberelsaß qualifizierte sich der Klub am Ende der Spielzeit 1940/41 für die fortan in einer Staffel ausgetragene Gauliga. Bis 1944 platzierte sich die Mannschaft im hinteren Tabellenbereich der regionalen Meisterschaft. In der Saison 1944/45 nahmen die Vereine aus der während der Befreiung besonders heftig umkämpften Stadt – dies betraf neben dem FC Kolmar auch den Lokalrivalen SpVgg. Kolmar – nicht mehr am Spielbetrieb teil.
1945 kehrte der Verein zur alten Bezeichnung Colmar FC zurück. Die Mannschaft kam jedoch nicht über den Amateurbereich in der Division d'Honneur Alsace hinaus. 1977 benannte sich der Klub in Stade de Colmar 77 um, ehe man im Sommer 1986 den Spielbetrieb aufgab.